# Луций Цецилий Руф
Луций Цецилий Руф (на латински: Lucius Caecilius Rufus) e политик на Римската република през втората половина на 1 век пр.н.е.
Произлиза от фамилията Цецилии, клон Руф. Близнак е на Публий Корнелий Сула и роднина на диктатора Луций Корнелий Сула.
През 63 пр.н.е. той е народен трибун с колеги Тит Лабиен, Тит Ампий Балб и Публий Сервилий Рул. През 57 пр.н.е. e претор.